# The Break-Up Artist
The Break-Up Artist é um filme de comédia romântica de 2009 dirigido por Steve Woo. É estrelado por Amanda Crew, Ryan Kennedy, Moneca Delain, Peter Benson, Ali Liebert e Serinda Swan.

## Elenco
| Ator (a)               | Papel             |
| ---------------------- | ----------------- |
| Amanda Crew            | Britney Brooks    |
| Ryan Kennedy           | Mike              |
| Serinda Swan           | Ashley            |
| Moneca Delain          | Robyn             |
| Ali Liebert            | Tiffany           |
| Peter Benson           | Rick              |
| Jeffrey Bowyer-Chapman | Steven            |
| Tony Alcantar          | Bob Tilman        |
| Sean Carey             | Bruce             |
| Mitchell Duffield      | 10-year-old Tyler |
| Knowles Jarrett        | Christian         |
| Kris Papa              | Pat               |
| PJ Prinsloo            | Jeff              |
| Sean O. Roberts        | Chuck             |
| Christian Sloan        | Clube Guy         |
| Colby Wilson           | Gary              |
| Charisse Baker         | Linda             |